# Morti nel 1966/Febbraio
| Questa pagina contiene informazioni ricavate automaticamente dalle voci biografiche con l'ausilio del template Bio e di un bot. L'aggiornamento è periodico e automatico e ricostruisce completamente la pagina. Se manca una persona in questa lista, sei pregato di non aggiungerla, ma accertati piuttosto che la sua voce biografica contenga il template Bio e che i dati anagrafici siano correttamente compilati. Se il template Bio manca, inseriscilo tu stesso o, in alternativa, metti l'avviso {{tmp\|Bio}} che ne segnala la mancanza. Se i dati riportati sono sbagliati, correggi direttamente la voce biografica; le modifiche saranno visibili in questa lista entro pochi giorni. Per chiarimenti vedi il progetto biografie. La lista contiene solo le 76 persone che sono citate nell'enciclopedia e per le quali è stato implementato correttamente il template Bio. Pagina aggiornata al 3 mar 2024. |

- 1º febbraio - Hedda Hopper, attrice e giornalista statunitense (n. 1885)
- 1º febbraio - Buster Keaton, attore, regista e sceneggiatore statunitense (n. 1895)
- 2 febbraio - Laurent Verbiest, calciatore belga (n. 1939)
- 3 febbraio - Digvijaysinhji Ranjitsinhji, principe, politico e crickettista indiano (n. 1895)
- 3 febbraio - Pio Augusto Crivellari, vescovo cattolico italiano (n. 1906)
- 3 febbraio - Gianni Di Venanzo, direttore della fotografia italiano (n. 1920)
- 3 febbraio - George Goulding, marciatore e maratoneta canadese (n. 1885)
- 3 febbraio - Werner Hühner, generale tedesco (n. 1886)
- 4 febbraio - August-Martin Euler, politico tedesco (n. 1908)
- 4 febbraio - Robert Graf, attore tedesco (n. 1923)
- 4 febbraio - Giorgio Michetti, ufficiale e aviatore italiano (n. 1888)
- 5 febbraio - Ludwig Binswanger, psichiatra, psicologo e filosofo svizzero (n. 1881)
- 5 febbraio - Stefano La Colla, paleografo, esperantista e linguista italiano (n. 1889)
- 6 febbraio - Roy F. Overbaugh, direttore della fotografia statunitense (n. 1882)
- 6 febbraio - Adile Zogu, principessa albanese (n. 1890)
- 7 febbraio - Renata Bianchi, ginnasta italiana (n. 1926)
- 7 febbraio - Giuseppe Varriale, magistrato e politico italiano (n. 1883)
- 8 febbraio - William Clayton, imprenditore e funzionario statunitense (n. 1880)
- 8 febbraio - János Nagy, calciatore ungherese (n. 1903)
- 9 febbraio - Irene Curzon, II baronessa Ravensdale, politica inglese (n. 1896)
- 9 febbraio - Bruno Ahlberg, pugile finlandese (n. 1911)
- 9 febbraio - Ignacio Hidalgo de Cisneros, aviatore e generale spagnolo (n. 1894)
- 9 febbraio - Ettore Manca, generale italiano (n. 1877)
- 9 febbraio - Sophie Tucker, cantante, attrice e cabarettista statunitense (n. 1884)
- 10 febbraio - Giuseppe Burzio, arcivescovo cattolico italiano (n. 1901)
- 10 febbraio - John Edelsten, ammiraglio inglese (n. 1891)
- 10 febbraio - John F.C. Fuller, generale e storico britannico (n. 1878)
- 10 febbraio - Osie Johnson, batterista, cantante e compositore statunitense (n. 1923)
- 11 febbraio - Carlo La Rotonda, chimico e agronomo italiano (n. 1897)
- 11 febbraio - Raymond Lopez, architetto e urbanista francese (n. 1904)
- 11 febbraio - Adele Moroder, scrittrice austriaca (n. 1887)
- 12 febbraio - Giana Anguissola, scrittrice e pubblicista italiana (n. 1906)
- 12 febbraio - Wilhelm Röpke, economista tedesco (n. 1899)
- 12 febbraio - Josef Schümmelfelder, calciatore tedesco (n. 1891)
- 12 febbraio - Elio Vittorini, scrittore, traduttore e critico letterario italiano (n. 1908)
- 13 febbraio - Rufus King, scrittore statunitense (n. 1893)
- 13 febbraio - Marguerite Long, pianista e insegnante francese (n. 1874)
- 13 febbraio - Hovsep Pushman, pittore ottomano (n. 1877)
- 14 febbraio - Adrian Cole, militare australiano (n. 1895)
- 14 febbraio - François Demol, allenatore di calcio e calciatore belga (n. 1895)
- 15 febbraio - Hedwig Conrad-Martius, filosofa tedesca (n. 1888)
- 15 febbraio - Armando Fizzarotti, regista, sceneggiatore e fotografo italiano (n. 1892)
- 15 febbraio - Camilo Torres Restrepo, presbitero, guerrigliero e rivoluzionario colombiano (n. 1929)
- 16 febbraio - Enrico Castello, pittore e illustratore italiano (n. 1890)
- 16 febbraio - Adelaide Coari, insegnante e sindacalista italiana (n. 1881)
- 17 febbraio - Hans Hofmann, pittore tedesco (n. 1880)
- 17 febbraio - Gail Kane, attrice statunitense (n. 1885)
- 17 febbraio - Alfred Sloan, imprenditore statunitense (n. 1875)
- 18 febbraio - Stanisław Mackiewicz, scrittore e politico polacco (n. 1896)
- 18 febbraio - Grigorij Grigorjevič Neljubov, cosmonauta sovietico (n. 1934)
- 18 febbraio - Robert Rossen, regista, sceneggiatore e produttore cinematografico statunitense (n. 1908)
- 19 febbraio - James Edward Grant, scrittore, sceneggiatore e regista statunitense (n. 1905)
- 19 febbraio - Titomanlio Manzella, scrittore e giornalista italiano (n. 1891)
- 19 febbraio - Luciano Romagnoli, politico, partigiano e sindacalista italiano (n. 1924)
- 19 febbraio - Étienne Romano, imprenditore francese (n. 1889)
- 20 febbraio - Felice Montagnini, compositore e direttore d'orchestra italiano (n. 1902)
- 20 febbraio - Chester Nimitz, ammiraglio statunitense (n. 1885)
- 20 febbraio - Paul Zielinski, allenatore di calcio e calciatore tedesco (n. 1911)
- 21 febbraio - Giovanni Di Raimondo, ingegnere e dirigente pubblico italiano (n. 1892)
- 21 febbraio - Raúl Saucedo, schermidore argentino (n. 1904)
- 21 febbraio - Sergio Zardini, bobbista italiano (n. 1931)
- 22 febbraio - David Bain, calciatore scozzese (n. 1900)
- 22 febbraio - Melchor Fernández Almagro, critico letterario e storiografo spagnolo (n. 1893)
- 22 febbraio - Mario Voller-Buzzi, attore, regista e giornalista italiano (n. 1886)
- 24 febbraio - Dionigio Casaroli, arcivescovo cattolico italiano (n. 1869)
- 24 febbraio - Ernst Nadherny, attore e cantante austriaco (n. 1885)
- 24 febbraio - Emil Rothe, ginnasta e multiplista statunitense (n. 1884)
- 24 febbraio - Lenni Viitala, lottatore finlandese (n. 1921)
- 25 febbraio - Viktor Andrijovyč Kravčenko, diplomatico sovietico (n. 1905)
- 26 febbraio - Emiliano Chamorro Vargas, politico nicaraguense (n. 1871)
- 26 febbraio - Vinayak Damodar Savarkar, politico, attivista e scrittore indiano (n. 1883)
- 26 febbraio - Gino Severini, pittore e critico d'arte italiano (n. 1883)
- 27 febbraio - Curt Badinski, generale tedesco (n. 1890)
- 28 febbraio - Charles Bassett, astronauta statunitense (n. 1931)
- 28 febbraio - Leonardo Cominotto, pittore italiano (n. 1898)
- 28 febbraio - Elliott See, astronauta statunitense (n. 1927)